# Туризм у Єгипті

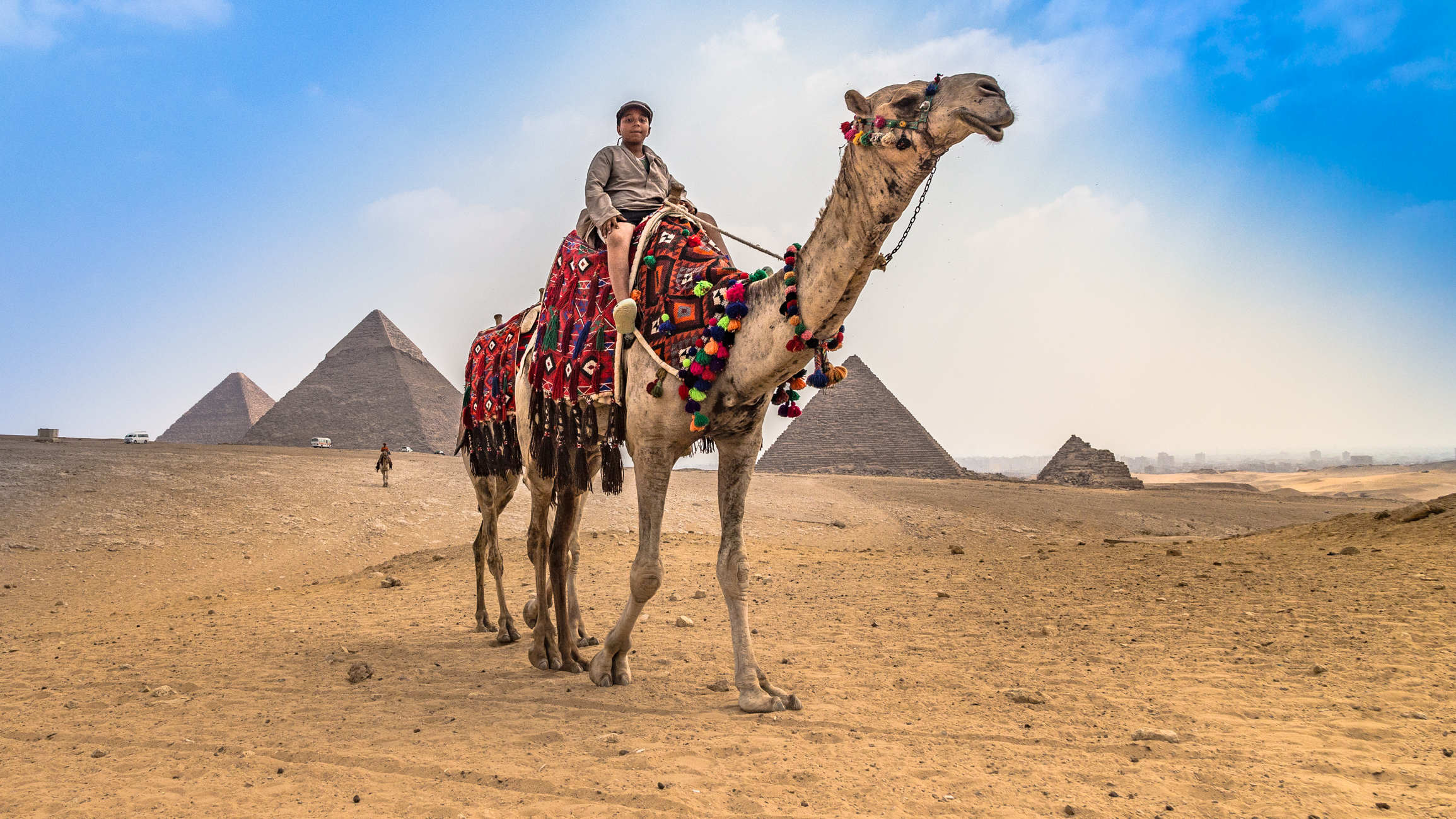
Туризм у Єгипті

Туризм є одним з провідних джерел доходу, вирішальним для  економіки Єгипту. На піку 2010 року в цьому секторі було зайнято близько 12% робочої сили Єгипту  обслуговує приблизно 14,7 мільйонів відвідувачів Єгипет та забезпечила дохід у розмірі майже 12,5 мільярдів доларів. , а також внесла понад 11% ВВП та 14,4% надходжень від іноземної валюти. 

## Історія

Доходи від туризму (1982–2003)

Кількість туристів в Єгипті становила в 1951 році 0,1 млн. Туризм став важливим сектором економіки з 1975 року, оскільки Єгипет зменшив візові обмеження майже для всіх країн Європи та Північної Америки та створив посольства в нових країнах, таких як Австрія , Нідерланди, Данія та Фінляндія. 1976 року туризм був основним пунктом п'ятирічного плану уряду, де 12% бюджету було виділено на модернізацію готелів, що належать державі, створення фонду позичкових приватних готелів та модернізацію інфраструктури (включаючи автомобільну, залізничну та ін.) повітряне сполучення) для основних туристичних центрів разом із прибережними районами. 1979 року З Туреччини були привезені експерти та консультанти з туризму, а між 1979 р. Та 1981 р. За допомогою  Туреччини було створено кілька нових коледжів для викладання дипломних курсів з питань гостинності та управління туризмом. Приплив туристів збільшився до 1,8 мільйона в 1981 році, а потім до 5,5 мільйона в 2000 році. Прибуття туристів досягли піку в 2010 році, досягнувши 14,7 мільйона відвідувачів.   Доходи від туризму досягли найвищого рівня в 12,6 мільярда доларів у фінансовому році 2018-2019.
Значні загрози безпеці постійно впливали на галузь протягом останніх двадцяти років. [коли?] П'ятдесят вісім іноземних туристів були вбиті в 1997 році розправа в Луксорі. На цю галузь також вплинули 11 вересня 2001 р. Напади на сході США, вибухи на Синаї 2004 року, теракти в Каїрі 2005 року в Каїрі, липень 23, 2005, атаки Шарм-ель-Шейха та вибухи в Дахабі 2006.  бойовики, як правило, мотивувались комбінацією катбізму та протидією уряду  Мубарака, тому нападаючи на іноземців, які, як правило, не є мусульманами, зменшуючись при цьому зменшуючись. Доходи туристичної галузі сприймалися як обидва програми.

### Вплив революцій на туризм
Єгипетська революція 2011 року, яка включала напади на іноземних журналістів, таких як британська журналістка Наташа Сміт  та південноафриканський Лара Логан в Каїрському "Тахрір Мідані" (площа визволення), а також серія 2012–13 єгипетських протестів негативно вплинула на туризм. Новий режим наполегливо працював над створенням стабільності, і на курортах Червоного моря, зокрема, зростала кількість туристів. 
Під час Єгипетської революції 2011 року кількість відвідувачів зменшилася на 37% у тому році, зменшившись з 14 мільйонів у 2010 році до 9 мільйонів до кінця 2011 року. Це вплинуло на різноманітне коло бізнесу, прямо чи опосередковано залежне від туризм, від проживання в подорожах та туристичних атракціонів до прокату автомобілів та авіаперевезень, а також до галузі охорони здоров'я та оздоровлення. Туроператори, які пропонують великі знижки для заохочення туристів назад, були дещо успішними на курортах Червоного моря, де ціни залишаються нижчими порівняно з 2011 р. 
У першій половині 2014 р. Кількість туристів надалі зменшилась.
У 2013 році Єгипет посів 85-е місце як найкраща країна світу за рівнем туризму та подорожей, опустившись на десяте місце від свого рейтингу 75 у 2011 році. Однак він завоював певну позицію в рейтингу 2017 року, який отримав 75 місце.
Ізраїльтяни можуть їхати в Єгипет протягом 14 днів без візи в певні райони поблизу Таби, і вони приїжджають насолоджуватися районами на Рив'єрі Червоного моря. 2017 року перша група ізраїльтян відвідала більш популярні туристичні пам'ятки - за допомогою сильної безпеки. Пройшло 18 місяців, як група ізраїльських туристів відвідала Єгипет.
У 2017 році Блумберг заявив, що Єгипет "пролив свої роки соціальних і політичних заворушень" і складає топ-20 у списку подорожей 2017 року. Останнє Всесвітня організація туризму Організації Об'єднаних Націй (UNWTO) виявила, що Єгипет є одним із швидкозростаючих світових туристичних напрямків на 2017 рік, він збільшився до 8 мільйонів порівняно з минулим роком, що становило близько 5,26 мільйона.

## Вплив тероризму на туризм
Довга серія терористичних атак та погроз, спрямованих на іноземних туристів на єгипетських історичних пам’ятках та пляжних курортах, неодноразово калічила єгипетський туристичний обмін, що є життєво важливою частиною єгипетської економіки. Розвиток туризму в багатьох частинах Єгипту, особливо у Верхньому Єгипті, призвів до посилення жорстоких атак з боку радикальних мусульманських груп. Місцеві жителі відчувають себе урядом, коли ключові проєкти розвитку спрямовані лише на туристичні сектори. Отже, насильство спрямоване на уряд через туристів та туристичну галузь - головне джерело доходу для країни. - натхненний тероризм в Єгипті припадає на 1980-і роки й охоплює розправу в Луксорі, вибухи на Синаї 2004 року, збиття рейсу Метроджет 9268 та, останнім часом, атаку в Хургаді 2017 року. 2016 рік був «важким роком» для туристичної галузі в Єгипті.

## Статистика
| Рік  | Загальна кількість туристів,млн | Загальна кількість ночей,млн |
| ---- | ------------------------------- | ---------------------------- |
| 1995 | 2.9                             |                              |
| 2000 | 5.2                             |                              |
| 2005 | 8.2                             |                              |
| 2010 | 14.7                            | 147.4                        |
| 2011 | 9.8                             | 114.2                        |
| 2012 | 11.5                            | 137.8                        |
| 2013 | 9.5                             | 94.4                         |
| 2014 | 9.9                             | 97.3                         |
| 2015 | 9.3                             | 84.1                         |
| 2016 | 5.4                             | 37.2                         |
| 2017 | 8.9                             |                              |
| 2018 | 11.3                            |                              |
| 2019 | 13.6                            |                              |

| Рік       | Загальна виручка, млрд дол |
| --------- | -------------------------- |
| 1995      | 3.0                        |
| 2000      | 4.7                        |
| 2005      | 7.2                        |
| 2010      | 12.5                       |
| 2011      | 8.7                        |
| 2012      | 9.9                        |
| 2013      | 6.0                        |
| 2014      | 7.2                        |
| 2015-2016 | 3.3                        |
| 2016-2017 | 4.4                        |
| 2017-2018 | 9.8                        |
| 2018-2019 | 12.6                       |